# Treubach
Treubach je obec v okrese Braunau v rakouské spolkové zemi Horní Rakousy.

## Geografie
Schwand leží v oblasti Innviertel. Přibližně 17 % rozlohy obce tvoří lesy a 76 % zemědělská půda.